# 操練
| ウィキペディアには「操練」という見出しの百科事典記事はありません（タイトルに「操練」を含むページの一覧/「操練」で始まるページの一覧）。 代わりにウィクショナリーのページ「操練」が役に立つかもしれません。 |